# Alopoglossus bicolor
Alopoglossus bicolor — вид ящірок родини Alopoglossidae. Ендемік Колумбії.

## Поширення і екологія
Alopoglossus bicolor мешкають в долині Магдалени, на східних схилах Центрального хребта та на західних схилах Східного хребта Колумбійських Анд. Вони живуть у вологих тропічних лісах в горах і передгір'ях, підж камінням і деревами, серед опалого листя. Зустрічаються на висоті від 1000 до 2100 м над рівнем моря. Розмножуються протягом всього року, відкладають яйця, в кладці 2 яйця. Живляться переважно мокрицями та іншими рівноногими.